# Per Lindell
Per Gustaf Edvard Lindell, född 6 mars 1842 i Floda socken, Södermanlands län, död 23 oktober 1902 i Klara församling, Stockholm, var en svensk ingenjör.
Lindell genomgick 1862-65 Teknologiska institutionens avdelning för kemi och blev efter industriell verksamhet 1875 redaktör för industritidningen Norden och dess ägare 1879. Lindell utgav bland annat 1889-98 samlingen Autografier och porträtt af framstående personer. Han tog 1882 initiativet till bildandet av Svenska Likbränningsföreningen, vars sekreterare och drivande kraft han var fram till sin död.